# Mariken de Nimega
Mariken van Nieumeghen (María de Nimega) es un texto en prosa con atributos de misterio teatral originario de los Países Bajos de principios del siglo XVI. El texto se hizo popular a raíz de un artículo de 1840 de Prudens Van Duyse. El autor es desconocido. La edición más antigua conocida fue publicada alrededor de 1515 por el impresor de Amberes Willem Vorsterman. Sólo se conoce un ejemplar de esta edición. En la actualidad, el libro se encuentra en la Bayerische Staatsbibliothek de Múnich . En 1904, Mariken fue publicado como facsímil por la editorial Nijhoff . El título original es De oorspronkelijke titel is Die waerachtige ende Een seer wonderlijche historie van Marike(n) van Nieumeghen die meer dan seuen jaren mette(n) dueel woe(n)de en(de) verkeerde (La apasionante y maravillosa historia de María de Nimega, que durante más de siete años sufrió y sufrió). La moraleja de la historia es que no importa lo mucho que una persona llegue a pecar porque, siempre que se arrepienta en sagrada confesión, puede ser perdonada por la Virgen María.

## Resumen
María vive cerca de Nimega con su tío, el sacerdote Gijsbrecht. Un día tiene que ir al mercado de Nimega, donde pasará la noche con su tía. Ésta, justo antes de la llegada de María, discute con unas mujeres sobre la detención del duque Arnold van Güeldres por su hijo Adolfo. Como consecuencia, se pone fuera de sí y María se lleva la peor parte. La regaña y la acusa de tener una relación con su tío.
María regresa a casa terriblemente mortificada. Reza pidiendo ayuda tan desesperada, que no le importa si Dios o el Satanás vienen a socorrerla. Este último lo escucha, y se le aparece bajo la apariencia de un tal Moenen, que además tiene un ojo infectado. Moenen promete enseñarle a María todos los idiomas y las siete artes liberales, pero no la nigromancia (magia negra ). María, luego de aceptar su ayuda, tiene que cambiar su nombre porque piensa que el suyo es demasiado similar al de la Virgen María. Además, ya no se le permite hacer la señal de la cruz. Cambia por tanto su nombre a Emmeken (pequeña M). Juntos parten hacia Bolduque, para más tarde viajar a Amberes unos días después.
En Amberes, Moenen y María llevan una vida pecaminosa. Solo después de siete años, María regresa a Nimega, donde presencia una representación de un teatro ambulante en el mercado. En esta obra, Masscheroen, un diablillo, le pregunta a Dios por qué perdona a la gente. María se arrepiente y apela a la misericordia de Dios. Esto hace que Moenen se enfade. La toma en el aire y la precipita desde una gran altura, pero María sobrevive a la caída porque su tío Gijsbrecht se encuentra entre los espectadores y reza por ella. Gijsbrecht logra expulsar a Moenen pronunciando un pasaje de la Biblia.
María busca el perdón de sus pecados y acude con su tío a un alto clérigo en Nimega. Sin embargo, este último no se atreve a darle la absolución, tras lo cual visitan al obispo de Colonia y más tarde incluso al papa en Roma . Durante ese viaje, Moenen intenta en vano matarlos.
El Papa le coloca a María tres anillos de hierro alrededor del cuello y los brazos como castigo. Estos no se caerán hasta que su vida pecaminosa sea perdonada. Se retira al Wittevrouwenklooster (convento de mujeres) de Maastricht, donde tras años de penitencia el arcángel Gabriel acude a aliviarla de los anillos. María vive otros dos años y muere en paz alrededor del año 1500. Después de su muerte, los tres anillos se cuelgan sobre su tumba.

## Veracidad histórica
Algo que caracteriza a esta obra milagrosa es que hay una serie de referencias históricas demostrables en la historia. Por ejemplo, el hecho impactante de que el duque de Güeldres fuera encarcelado por su hijo en 1465. El Wittevrouwenklooster en Maastricht era un edificio histórico existente, que solo fue demolido por etapas en los siglos XIX y XX, y cuyos restos aún se pueden ver en el actual Teatro de Vrijhof.

## Milagros
Hay dos milagros en la historia:
- María sobrevive a la caída sobre los adoquines (aunque se rompe los huesos), después de que Moenen la arroja desde muy alto en el aire. Normalmente habría sido aplastada.
- Los anillos de hierro, con la ayuda de un ángel, se sueltan milagrosamente de su cuello y brazos.

## Secuelas
Hay cientos de ediciones y adaptaciones de Mariken van Nieumeghen . Ya en 1518, muy poco después de la primera edición de Willem Vorsterman, Jan van Doesborch publicó una adaptación en prosa inglesa.
Alrededor de 1800, una variante de la historia parece haber terminado en el este de Turquía. Esto fue descubierto por el profesor Herman Teule de la Universidad Radboud de Nimega.
Martien Beversluis publicó una 'adaptación lírica' en 1928; siete años más tarde, la obra fue representada con títeres por el Dietsch Studenten Verbond en Ámsterdam.
WAP Smit adaptó el relato en su poema de gran extensión Masscheroen 1941, mientras que Hugo Claus hizo una nueva versión del 'la obra milagrosa del teatro ambulante' bajo el título Masscheroen. Een spel (Masscheroen. Una obra) (1968).
En 1954la obra fue representada en Curaçao bajo el nombre de Mari di Malpais, (María del Malpaís) tras la adaptación al Papiamento por Raul Römer. Esta traducción fue corregida para su edición en Aruba y adaptada a la época del surgimiento de Santa Cruz. Fue presentada en 1963 bajo el título Maria di Ser'i Noka en el teatro al aire libre Ser'i Noka.
Hay varias adaptaciones cinematográficas del texto: una película para televisión dirigida por Johan De Meester (1968), un largometraje de Jos Stelling (1976) y una película del año 2000 dirigida por André van Duren que está basada en el libro infantil Mariken de Peter van Gestel.
En 1992 el cómic Die devilse Marieke! (¡María la endemoniada!) de Leo Faes.
En 1994, Rudy Goes y Walter De Groote adaptaron la historia a una obra contemporánea para la compañía de teatro flamenco (de Flandes) 'Le Mal du Siècle'. El papel principal lo interpretó Patricia Goemaere en su primera temporada teatral, y Caroline Maes en la segunda.
En 1995, el entonces poeta de Nimega Cees van der Pluijm escribió una versión moderna de la obra milagrosa bajo el título Van Nieumeghen (De Nimega) para la compañía de teatro de Nimega Theatrebedrijf Orient .
En 2016, se publicó una novena edición de la traducción de Hessel Adema, publicada por Uitgeverij Taal & Teken : Mariken van Nieumeghen, een mirakelspel  (tekst en vertaling) (María de Nimega, una obra milagrosa. (texto y traducción)).

## Simbolismo
- Los números sagrados tres y siete son ejemplos del simbolismo numérico en esta historia.
- Moenen con el ojo supurante: el diablo siempre tuvo un defecto físico en la Edad Media, pero también puede haber un remanente de la creencia en Wodan, el antiguo dios germánico, que también tenía un solo ojo, y muchas de cuyas propiedades fueron atribuidas al diablo tras la cristianización de los Países Bajos.
- Al principio de la obra el diablo se sitúa a la izquierda del escenario y María a la derecha: la izquierda simboliza el mal, la derecha simboliza el bien.
- En el pacto con el diablo, María se encuentra en el medio, lo que simboliza la duda, y finalmente sigue al diablo hacia la izquierda.

## Información adicional
- La ciudad de Nimega ha honrado a su famosa, aunque ficticia, residente María con dos estatuas. La estatua de María, realizada por Vera van Hasselt, se encuentra en Grote Markt (mercado central). Esta estatua se ha convertido en el símbolo de la ciudad de Nimega por excelencia. Otra estatua, esta vez de Moenen y realizada por Piet Killaers, se encuentra al pie de la Grote of Sint-Stevenskerk (la iglesia de San Esteban de Nimega).
- Una fraternidad de estudiantes de Nimega, una guardería y un club de bádminton también llevan el nombre de Mariken.
- Además, una calle en Nimega lleva su nombre y otra calle, que es una extensión de la anterior, lleva el nombre de Moenen.
- La carrera femenina más grande de los Países Bajos se lleva a cabo en Nimega, no por casualidad bajo el nombre: Marikenloop (la vuelta de María) .
- La empresa de transporte público Veolia nombró a uno de sus trenes Velios en honor a María.[8]
- Desde 2009, la obra milagrosa Mariken van Nimwegen se representa anualmente en un espectáculo de teatro en el centro de la ciudad de Nimega.
- Desde 2009, María ha sido interpretada por la poeta Marjolein Pieks, quien escribió Het Heimweelied van Mariken van Nieumeghen (La canción Heimweel de maría de Nimega) junto con Ben Dirks .
- Mariken in de tuin der lusten (María en el jardín de las delicias) es una ópera de Calliope Tsoupaki basada en la historia de María de Nimega
- El 2018 fue el año María de Nimega.